# Stadion Miejski w Suwałkach
Stadion Miejski w Suwałkach, dawniej Stadion KS Wigry – stadion piłkarski, mieszczący się w Suwałkach. Pierwotnie pełnił funkcję zarówno stadionu piłkarskiego, jak i lekkoatletycznego.
Na stadionie miał się odbyć Superpuchar Polski 2002.

## Reprezentacja
- 27 września 2022:   Polska U-21 –  Łotwa U-21:  1:1, (0:0), bramka: Bartłomiej Kłudka (71.)[1]